# Industria aeronáutica en España

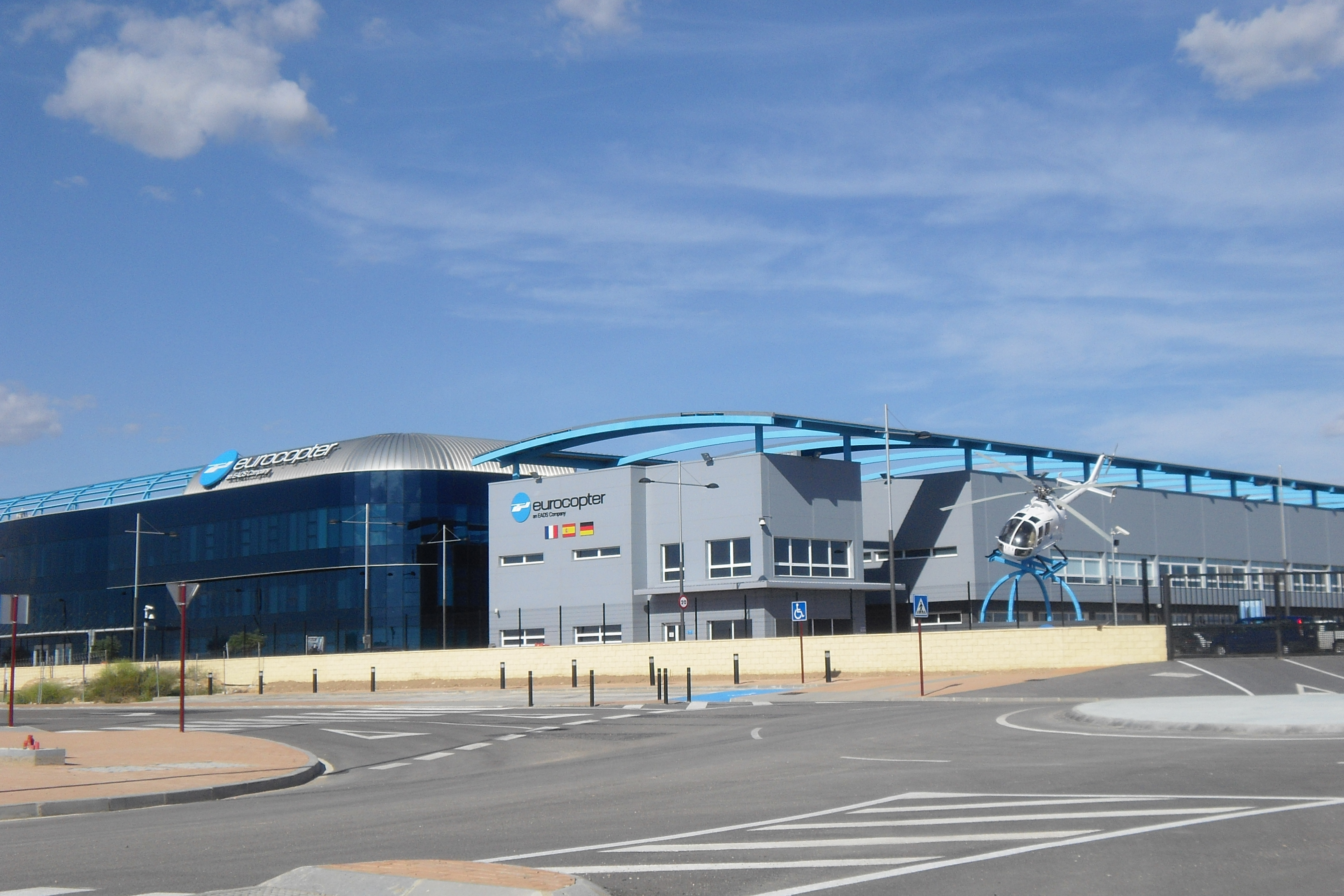
Factoría de Airbus Helicopters España, con sede en el Parque Aeronáutico y Logístico de Albacete.

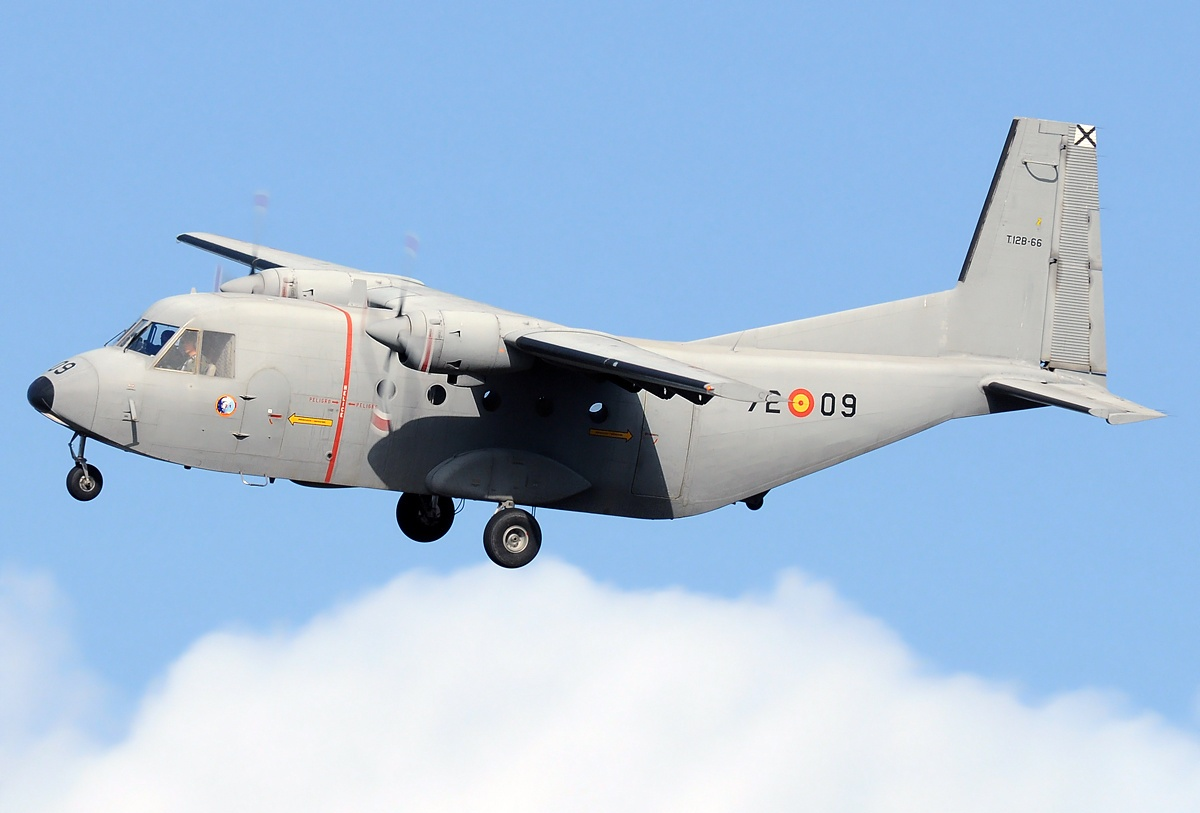
El CASA C-212 Aviocar es el mayor éxito de la industria aeronáutica española.

Las principales empresas del sector aeronáutico en España en 2007 fueron EADS CASA (Airbus Military), Airbus España, ITP, Aernnova, Aciturri y EADS-CASA Espacio (EADS Astrium). La actividad aeroespacial asociada al programa espacial español está realmente incorporada a la Agencia Espacial Europea, no obstante, existen proyectos y programas independientes públicos o privados que contribuyen a la generación de una industria independiente con proyectos específicos de precisión importantes dentro de grandes misiones internacionales no solo europeas. Se puede considerar que desde el INTA se suplió esta carencia sirviendo como un nexo de unión, y recientemente desde el Centro para el Desarrollo Tecnológico y la Innovación (CDTI) que sirven como portavoces con otras agencias espaciales. El CDTI gestiona también el Programa Nacional de Aeronáutica (PNA).

## Asociaciones y organismos del sector
- Asociación Técnica Española de Constructores de Material Aeroespacial (ATECMA).
- Instituto Nacional de Técnica Aeroespacial Esteban Terradas (INTA).
- Colegio Oficial de Ingenieros Aeronáuticos (COIAE).
- Colegio Oficial de Ingenieros Técnicos Aeronáuticos (COITAE).
- Centro para el Desarrollo Tecnológico y la Innovación (CDTI) Aeronáutica y Espacio.
- Asociación Española de RPAS (AERPAS)

## Clustersaeronáuticos regionales
- Madrid Plataforma de la Aeronáutica y del Espacio, clúster aeronáutico de la Comunidad de Madrid.
- Fundación Hélice, clúster aeronáutico de Andalucía.
- Clúster Aeronáutico de Castilla-La Mancha
- Hegan, clúster de aeronáutica y espacio del País Vasco.
- Barcelona Aeronautics and Space Association (BAIE), clúster aeronáutico de Cataluña.
- AERA Asociación Aeronáutica Aragonesa, clúster aeronáutico de Aragón.
- AeroVC Clúster aeronáutico de la Comunidad Valenciana
- Consorcio Aeronáutico Gallego

## Informes sobre el sector
- Memoria Anual de ATECMA.
- Plan Estratégico para el Sector Aeronáutico Español 2008-2016 CDTI.
- Informes Anuales 'La Industria Aeroespacial' (E.T.S. Ingenieros Aeronáuticos) de la Universidad Politécnica de Madrid.
- Informe Anual de la Fundación Hélice.
- Informe Anual de la Industria Aeroespacial Vasca de Hegan.
- The Aeronautical Sector in Barcelona and Catalonia BAIE.
- Aportación de la Ingeniería Técnica Aeronáutica a la Industria Aeroespacial Española COITAE.